# Judith Heumann
Pour les articles homonymes, voir Heumann.
Judith Heumann dite Judy Heumann, née le 18 décembre 1947 et morte le 4 mars 2023, est une militante américaine des droits des personnes handicapées. Elle est reconnue internationalement comme une leader dans la communauté des personnes handicapées.
Son travail avec les gouvernements et les organisations non gouvernementales (ONG), les organisations à but non lucratif et divers autres groupes d'intérêt pour les personnes handicapées, a produit d'importantes contributions depuis les années 1970, menant à l'élaboration de lois et de politiques relatives aux droits de l'homme bénéficiant aux enfants et aux adultes handicapés. Grâce à son travail à la Banque mondiale et au Département d'État des États-Unis, Heumann a rendu évidente l'intégration des droits des personnes handicapées dans le développement international. Ses contributions ont élargi la portée internationale du mouvement de la vie indépendante.

## Enfance et jeunesse
Judith Ellen Heumann, née à Philadelphie d'immigrants germano-juifs, est l'aînée de trois enfants. Son engagement pour les droits des personnes handicapées découle de son expérience personnelle. Elle contracte la poliomyélite à l'âge de 18 mois et a utilisé un fauteuil roulant presque toute sa vie. Heumann a dû se battre à plusieurs reprises pour être incluse dans le système éducatif. L'école publique locale lui refuse son accès, la qualifiant de risque d'incendie. Au lieu de cela, pendant trois ans, elle reçoit des cours à domicile deux fois par semaine pendant environ une heure à chaque visite. La mère de Heumann, Ilsa Heumann, une militante elle-même, conteste cette décision. Elle est alors autorisée en quatrième année à fréquenter une école spéciale pour enfants handicapés. Selon la politique de la ville, il était entendu que Judy Heumann retournerait à l'enseignement à domicile pour le lycée. Sa mère s'oppose à cette politique avec d'autres parents, et ils obtiennent que l'école mette fin à ces pratiques, ce qui lui permet d'entrer au lycée en 1961. 
Elle fréquente le camp de vacances Jened, un camp pour enfants handicapés, à Hunter, New York, chaque été, de 9 à 18 ans. L'expérience de Heumann au camp lui apporte une plus grande prise de conscience de l'expérience connectée du handicap : « Nous avions les mêmes joies ensemble, la même colère pour la façon dont nous  étions traités et les mêmes frustrations face aux opportunités que nous n'avions pas. ». C'est là qu'elle rencontré Bobbi Linn et Freida Tankus, avec qui elle travaille plus tard en tant que militantes des droits des personnes handicapées,. 

Judy Heumann commence à s’intéresser sérieusement aux droits des personnes handicapées pendant ses études d'orthophonie à l'Université de Long Island. Elle organise des rassemblements et des manifestations avec d'autres étudiants handicapés ou non, exigeant des choses comme l'accès aux salles de classe par des rampes et le droit de vivre dans un dortoir. Heumann est diplômée de l'Université de Long Island en 1969 et obtient une maîtrise ès sciences en santé publique à l'Université de Californie à Berkeley en 1975.

Judith Heumann, conseillère spéciale pour les droits des personnes handicapées à Tokyo le 4 décembre 2014.

## Heumann v. Board of Education of the City of New York
Heumann s'est vu refuser son permis d'enseigner à New York parce que le Board of Education estimait qu'elle ne pouvait pas sortir elle-même ou ses élèves d'un bâtiment en cas d'incendie. Elle attaque alors en justice le Board of Education pour discrimination. Un journal local a titré « Vous pouvez être président, mais pas enseignant, avec la polio ». Après la recommandation du juge aux membres du Board of Education de New York de repenser leur décision, et qu'il est devenu très probable que ces derniers perde le procès, l'affaire s'est résolue à l'amiable. Heumann devient la première utilisatrice de fauteuil roulant, tous genres confondus, à enseigner à New York, et y enseigne à l'école primaire pendant trois ans.

## Activités politiques et engagement public

### Disabled in Action
Heumann reçoit beaucoup de courrier de personnes handicapées de tout le pays à cause de la couverture médiatique de son procès contre le Board of Education. Beaucoup de gens lui écrivent sur les discriminations qu'ils subissent en raison de leur handicap. En réaction, en 1970, Heumann et des amis (dont certains rencontrés dans des camps de vacances pour enfants handicapés) fondent Disabled in Action (DIA), une organisation dont le but est d'obtenir, par le biais de protestations politiques, des lois de protection des personnes handicapées,. 

### Sit-in pour la section 504
Initialement, Joseph Califano, secrétaire américain à la Santé, à l'Éducation et au Bien-être, refuse de signer des règlements d'application pour l'article 504 de la loi sur la réadaptation de 1973, qui est la première mesure de protection fédérale américaine des droits civils des personnes handicapées. Après un ultimatum, des manifestations ont lieu dans dix villes américaines le 5 avril 1977, notamment le « Sit-in pour la section 504 » au bureau de San Francisco du ministère américain de la Santé, de l'Éducation et du Bien-être. Ce sit-in, dirigé par Heumann et organisé par Kitty Cone, dure jusqu'au 4 mai 1977, soit 28 jours au total, avec plus de 150 personnes refusant de partir. Il s'agit du plus long sit-in dans un édifice fédéral à ce jour. Joseph Califano signe à la fois le texte pour l'éducation de tous les enfants handicapés et la section 504 le 28 avril 1977,,,,,, .La série télévisée Drunk History a fait un épisode sur le Sit-in pour la section 504. 
Un documentaire, sorti en 2008 et intitulé The Power of 104, met en scène le sit-in. 

### Banque mondiale
De 2002 à 2006, Heumann est première conseillère du Groupe de la Banque mondiale sur le handicap et le développement; elle dirige les travaux de la Banque mondiale sur le handicap Elle est consultante principale pour le Partenariat mondial pour le handicap et le développement.

### Conseillère spéciale dans l'administration Obama

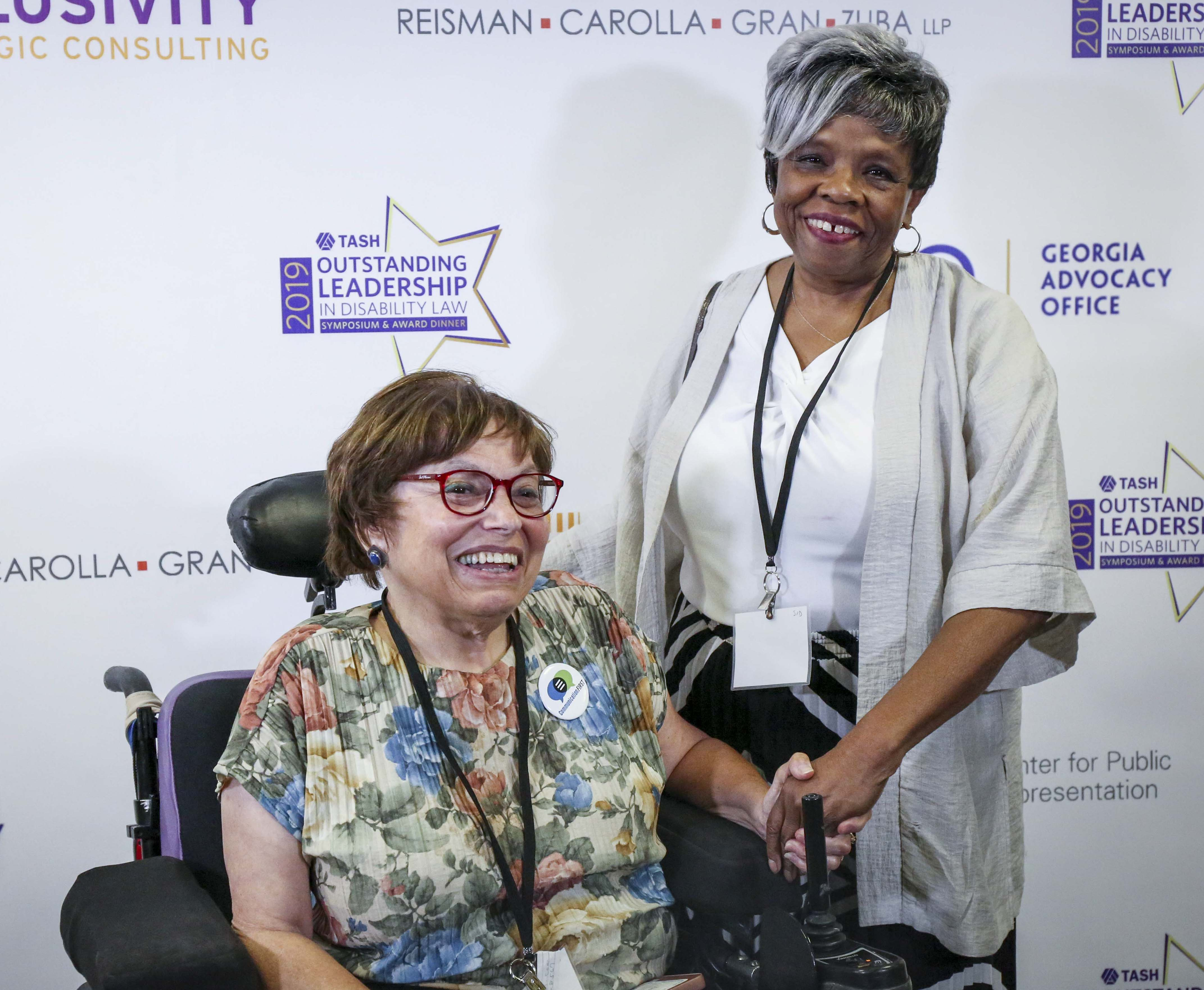
Judy Heumann et Barbara Ransom à l'Université George Washington, le 25 juillet 2019.

En 2010, Heumann devient conseillère spéciale sur les droits des personnes handicapées du département d'État américain ; elle est nommée a ce poste par le président Barack Obama. Elle est la première à occuper ce poste où elle a sert de 2010 à 2017. Le 20 janvier 2017, Heumann quitte son poste au Département d'État avec l’arrivée d'une nouvelle administration.

### Fondation Ford
De septembre 2017 à avril 2019, Heumann est Senior Fellow à la Fondation Ford. Là, elle travaille pour faire progresser l'inclusion du handicap dans le travail de la Fondation. Pendant son séjour, elle co-écrit avec Katherine Salinas et Michellie Hess un article intitulé Roadmap for Inclusion: Changing the Face of Disability in Media. Cet article explore le manque de représentation des personnes handicapées devant et derrière la caméra, ainsi que les stéréotypes des personnes handicapées lorsqu'elles sont représentées dans les médias. L'article se termine par un appel à l'action pour accroître la représentation des personnes handicapées dans les médias.
En plus de son engagement public, elle donne en 2017 une conférence lors du TEDxMidAtlantic nommée Ou fight for disability rights and why we're not done yet. En 2020, elle apparaît dans le documentaire Crip Camp.

## Distinctions
Heumann a reçu six doctorats honorifiques : 
- 1994 : en Lettres et Humanités de l'Université de Long Island
- 2004 : en Service Public de l'Université de Toledo
- 2001 : en Administration Publique de l'Université de l'Illinois à Urbana-Champaign
- 2018 : en Lettres et Humanités du Brooklyn College[29]
- 2019 : en Éducation du Middlebury College
- 2019 : en Humanités de l'Université Rowan
- 2022 : 100 Women de la BBC

## Vie personnelle
Heumann était mariée depuis 1992 à Jorge Pineda et vivait à Washington. 
Judy Heumann ne considérait pas son handicap comme une tragédie : « Le handicap ne devient une tragédie pour moi que lorsque la société ne fournit pas les choses dont nous avons besoin pour mener notre vie - des opportunités d'emploi ou des bâtiments sans obstacles, par exemple. Ce n'est pas une tragédie pour moi de vivre en fauteuil roulant ».
Elle est morte le 4 mars 2023 à Washington DC.

## Publications
- (en) Including the Voices of Disabled People in the International Development Agenda, University of Pittsburgh School of Law (lire en ligne)
- (en) Disability Rights and Independent Living Movement: Pioneering Disability Rights Advocate and Leader, 1960s-2000, University of Berkeley Press (lire en ligne)